# Айрапетов, Шаген Александрович
Шаге́н Алекса́ндрович Айрапе́тов (30 ноября 1917, Дербент — 6 сентября 2007, Москва) — советский и российский архитектор.

## Биография
Айрапетов поступил в Московский Архитектурный Институт в 1937 году. С августа 1941 года — в армии. После демобилизации в числе других студентов получил документ, по которому мог получить диплом архитектора без его защиты, однако решил завершить обучение. Окончил МАрхИ в 1947 году (премия Союза архитекторов СССР за дипломный проект, научный руководитель Ю. Н. Шевердяев).
Впоследствии работал главным архитектором проектов в проектных организациях Москвы под руководством А. В. Щусева, И. В. Жолтовского, Ю. Н. Шевердяева, М. В. Посохина и в Госгражданстрое заместителем начальника Управления общественных зданий.

## Основные работы
Застройка Нового Арбата (торгово-общественный комплекс), реконструкция здания Президиума Верховного Совета СССР в Кремле, посольство СССР в Сирии (Дамаск), посольство Люксембурга в Москве, здание Академии общественных наук при ЦК КПСС (Тропарёво, Москва), Институт Горного дела АН СССР, ряд жилых домов в Москве.

## Участие в Великой Отечественной войне
В армии с августа 1941 по март 1945 года.
Окончил ускоренный курс Военно-инженерной академии им. Куйбышева в 1942 г.
Воевал в 158 стрелковой дивизии на Калининском, Западном, 3-м Белорусском, 1-м Прибалтийском фронтах в должностях командира сапёрного взвода, сапёрной роты и заместителя командира 274 отдельного сапёрного батальона по строевой части. Последнее воинское звание — капитан. Трижды ранен. Инвалид ВОВ.

## Награды и звания
Награждён двумя орденами Отечественной войны I степени, орденом Отечественной войны II степени, орденом Красной Звезды, орденом «Знак Почёта», многими медалями, в том числе медалью Жукова. Отмечен серебряной медалью ВДНХ. В течение 10 лет был членом совета ветеранов Московского отделения Союза архитекторов.
Заслуженный архитектор РСФСР (1975).
Номинант премии «Золотое сечение» (2005)

## Публикации
- «О принципах архитектурной композиции И. В. Жолтовского» (УРСС, 2004).
- «На фронтовых дорогах». (Журнал «Архитектор», 2004)